# Unlawful Entry
Unlawful Entry (bra: Obsessão Fatal; prt: Obsessão Selvagem) é um filme estadunidense de 1992, dos gêneros neo-noir e suspense, dirigido por Jonathan Kaplan, com roteiro de George Putnam, John Katchmer e Lewis Colick.
Estrelado por Kurt Russell, Madeleine Stowe e Ray Liotta,, o filme conta a história de um casal cuja esposa é alvo da fixação de um policial.

## Sinopse
Um casal chama a polícia depois ter a casa assaltada. A partir de então um policial fica a disposição deles para vigiá-la. Porém, ele passa a fazer rondas cada vez mais frequentes, tornando-se um ato obsessivo.

## Elenco
- Kurt Russell como Michael Carr
- Madeleine Stowe como Karen Carr
- Ray Liotta como oficial Pete Davis
- Roger E. Mosley como oficial Roy Cole
- Ken Lerner como Roger Graham
- Deborah Offner como Penny,amiga de Karen
- Carmen Argenziano como Jerome Lurie
- Andy Romano como capitão Russell Hayes
- Johnny Ray McGhee como Ernie Pike
- Dino Anello como Leon, o revendedor
- Sonny Carl Davis como Jack, o vizinho
- Harry Northup como sargento McMurtry
- Sherrie Rose como garota no carro
- Alicia Ramirez como Taco Stand Worker
- Ruby Salazar como Rosa, a prostituta
- Spider Madison como homem de cavanhaque
- Myim Rose como Layla
- T.J. McInturff como filha de Layla
- Tiny The Cat como Merv
- Tony Longo como Big Anglo
- Djimon Hounsou como prisioneiro no banco
- Dick Miller como secretário de cobrança

## Recepção
No site agregador de críticas Rotten Tomatoes, 75% das 32 resenhas dos críticos são positivas. As audiências pesquisadas pelo CinemaScore deram ao filme uma nota média de "B" em uma escala A+ a F.
Roger Ebert elogiou o diretor Jonathan Kaplan por dar à história do filme um senso de realismo com suas locações, personagens com "realismo desenfreado" dos atores e tendo "tons de um drama social sério" ao enfrentar medos sobre uma autoridade policial delirante. Todd McCarthy na Variety escreveu que apesar de ser um outro filme que se segue no molde de Fatal Attraction, ele chamou de "um thriller de vitimização muito eficaz", elogiando as performances de Liotta e Russell e a direção de Kaplan do roteiro em "áreas de observações sociais e de estrutura de classe" ao lidar com figuras policiais desequilibradas em um ambiente urbano.
Em sua resenha para o New York Times, Janet Maslin criticou os três principais protagonistas, sem profundidade e substância nas motivações de seus personagens, mas deu crédito a Liotta por dar "complexidade" ao seu papel, um sólido elenco de apoio e a direção "equilibrada" que Kaplan toma com o enredo, mesmo quando aumenta sua credibilidade.